# Фрадкин, Феликс Аронович
Феликс Аронович Фрадкин (18 декабря 1933 года, Баку, АзербССР, СССР — 27 декабря 1993 года, Владимир, Россия) — советский и российский учёный-педагог, член-корреспондент РАО (1993).

## Биография
Родился 18 декабря 1933 года в Баку Азербаджанской ССР.
В 1956 году — окончил факультет русского языка и литературы Азербайджанского педагогического института, затем до 1963 года — работал учителем, директором сельской школы, воспитателем интерната.
С 1966 года — преподавал во Владимирском педагогическом институте.
В 1986 году — защитил докторскую диссертацию, в 1988 году — присвоено учёное звание профессора.
В 1993 году — избран членом-корреспондентом Российской академии образования.
Изучал творческое наследие С. Т. Шацкого.
Автор и соавтор работ «Принцип историзма в советской теории педагогики 1917—1941» (1981); «Проблема дисциплины в истории советской педагогики и школы» (1992).
Составитель и автор научных комментариев в сборнике «Педагогический поиск. Дискуссионные проблемы советской педагогики 20-30-х гг.» (1991, издано в Москве на английском языке).
Феликс Аронович Фрадкин умер 27 декабря 1993 года во Владимире.